# شهرستان دیویدسن (تنسی)
شهرستان دیویدسن، تنسی (به انگلیسی: Davidson County, Tennessee) یک سکونتگاه مسکونی در ایالات متحده آمریکا است که در تنسی واقع شده‌است.

## خصوصیات
شهرستان دیویدسن ۱٬۳۶۲ کیلومترمربع مساحت دارد.